# Inhibidores de la dipeptidil peptidasa-4

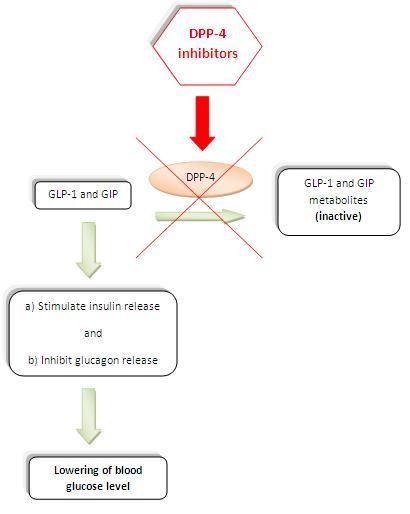
Los inhibidores de DPP-4 inhiben la DPP-4 y, por lo tanto, prolongan la duración de la actividad de GLP-1 y GIP, lo que resulta en un nivel más bajo de glucosa en sangre.

Los inhibidores de la dipeptidil peptidasa-4 o DPP-4 son fármacos análogos peptídicos que actúan sobre la enzima DPP-4, anulando la acción ihhibitoria que ésta tiene sobre las hormonas llamadas incretinas. Por tanto, cuando la DPP-4 es inhibida, la vida media de las hormonas incretinas es mayor, pudiendo realizar sus acciones durante más tiempo, por lo que resultan de interés en el tratamiento antidiabético oral

## Fármacos inhibidores de la DPP-4
- Sitagliptina.
- Vildagliptina.
- Saxagliptina.
- Linagliptina.
- Alogliptina.
- Evogliptina

## Inhibidores de la DPP-4 en el tratamiento de la Diabetes Mellitus tipo 2
El efecto ventajoso de estos fármacos reside no en la propia inhibición de la DPP-4, sino en los efectos que de esta inhibición se derivan, como es la mayor semi-vida de eliminación (vida media) de las incretinas. Estas hormonas llamadas incretinas (Péptido similar al glucagón tipo 1 o (GLP-1: Glucagon-Like Peptide-1) y Glucose-dependent Insulinotropic Polypeptide realizan una serie de acciones ventajosas para el tratamiento de la Diabetes Mellitus Tipo 2, como son el estímulo de la secreción de insulina por las células beta del páncreas a la vez que tienen un efecto trófico positivo sobre estas células, retrasando la aparición de apoptosis e inhiben la liberación de glucagón por las células alfa.
La concentración de GLP-1 está disminuida en la Diabetes Mellitus Tipo 2, pero su acción está intacta, de manera que al dar GLP-1 en una infusión se obtienen los efectos descritos más arriba, igual que en el individuo sano. Lo que ocurre en la DM2 es un déficit en la cuantía de GLP-1, no en su función. Los efectos de GLP-1 sobre la insulina y el glucagón se ha visto que dependen de la glucosa en la DM2, de manera que con hiperglucemia (tras las comidas con Hidratos de carbono) el GLP-1 estimula la producción de insulina y suprime la de glucagón, y cuando los niveles de glucosa están normales, la secreción de insulina disminuye y la de glucagón deja de estar suprimida. Al contrario, las sulfonilureas actúan independientemente de los niveles de glucosa en sangre, teniendo así un riesgo de producir hipoglucemias, que es algo que no ocurriría en el tratamiento en monoterapia con las incretinas (o con anuladores de su enzima inhibidora, como la sitagliptina), por lo que su efecto es más fisiológico. Las incretinas tienen una vida media muy corta y se degradan rápidamente por la enzima Di-Peptidil-Peptidasa-4 (DPP-4) y gracias a los inhibidores de esta enzima, existe la posibilidad de mantener más tiempo a estas hormonas actuando. Existen distintos ensayos clínicos con sitagliptina tanto en monoterapia como en combinación con otras opciones terapéuticas como metformina y glitazonas. Los efectos secundarios de sitagliptina que se han objetivado en todos los ensayos clínicos, tanto en monoterapia como en asociación con otras opciones terapéuticas han sido algunas alteraciones de laboratorio como el aumento de los niveles sanguíneos de ácido úrico y una disminución muy ligera de los niveles séricos de fosfatasa alcalina.
- Datos: Q419770
- Multimedia: Dipeptidyl peptidase-4 inhibitors / Q419770